# Lobothorax aurita
Lobothorax aurita är en kräftdjursart som först beskrevs av Schioedte och Frederik Vilhelm August Meinert 1883.  Lobothorax aurita ingår i släktet Lobothorax och familjen Cymothoidae. Inga underarter finns listade i Catalogue of Life.